# Eerikkasaari (ö i Norra Savolax)
Eerikkasaari är en ö i Finland. Den ligger i sjön Iso-Ii och Pikku-Ii och i kommunerna Idensalmi och Vieremä och landskapet Norra Savolax, i den centrala delen av landet, 400 km norr om huvudstaden Helsingfors. Öns area är 3,2 hektar och dess största längd är 0,6 kilometer i sydöst-nordvästlig riktning.